# Denis Cannan
Denis Cannan, all'anagrafe Denis Pullein-Thompson (Oxford, 14 maggio 1919 – 25 settembre 2011) è stato un drammaturgo e sceneggiatore britannico.

## Biografia
Denis Cannan nacque ad Oxford nel 1919, figlio del capitano Harold J. Pullein-Thompson e della romanziera Joanna Cannan; ebbe tre sorelle minori, le scrittrici Josephine, Diana e Christine Pullein-Thompson. Dopo gli studi all'Eton College, Cannan cominciò a recitare sulle scene prima di arruolarsi nel corso della seconda guerra mondiale, durante la quale si distinse sul campo e fu promosso al rango di capitano.
Dagli anni cinquanta alla morte Denis Cannan lavorò prevalentemente a teatro, scrivendo oltre una dozzina tra opere teatrali originali e adattamenti di classici. Il successo maggiore lo ottenne nel 1976 con Dear Daddy, che gli valse il Laurence Olivier Award alla migliore nuova opera teatrale. Dal primo matrimonio con Joan Ross ebnbne due figli e, dopo l'annullamento del matrimonio, si risposò con Rose Evansky nel 1965.

## Filmografia (parziale)

### Cinema
- Il masnadiero (The Beggar's Opera), regias di Peter Brook (1953)
- Sammy va al sud (Sammy Going South), regia di Alexander Mackendrick (1963)
- Le avventure e gli amori di Moll Flanders (The Amorous Adventures of Moll Flanders), regia di Terence Young (1965)
- Ciclone sulla Giamaica (A High Wind in Jamaica), regia di Alexander Mackendrick (1965)

### Televisione
- Il brivido dell'imprevisto – serie TV, 14 episodi (1980-1988)

## Opere teatrali (parziale)
- Captain Carvallo (1950)
- Misery Me! (1955)
- The Power and the Glory (1956)
- US (1966)
- Dear Daddy (1976)

## Riconoscimenti
- Premio Laurence Olivier
  - 1976 – Migliore nuova opera teatrale per Dear Daddy